# Anaïs Lameche
Anaïs Helena Kretz Lameche, född 19 augusti 1987 i Husby-Ärlinghundra församling i Stockholms län, är en svensk sångare som blev känd igenom sin medverkan i musikgruppen Play mellan 2001 och 2005. Anaïs Lameche är uppväxt i Näsbypark och gick i skolan i Djursholms Samskola samt Danderyds Gymnasium. Lameche medverkade 2010 i TV-programmet Made in Sweden där Play återförenas, med en ny medlem i gruppen. År 2011 började Lameche som PR-konsult för PR-profilen Lili Assefa på Assefa Kommunikation. Anaïs Lameche är yngre syster till popsångerskan Amanda Lameche.